# Derventa
Derventa je grad na sjeveru Bosne i Hercegovine. Graniči s Općinom Bosanski Brod, Općinom Modriča, Gradom Doboj, Općinom Stanari i Gradom Prnjavor, a na sjeveru je rijeka Sava, koja predstavlja deset kilometara dugu granicu s Republikom Hrvatskom. Na prostoru površine 517 km² u 56 sela i gradu Derventi, prije rata živjelo je 56.489 stanovnika.
Derventa pripada entitetu Republici Srpskoj.

## Zemljopis
Grad Derventa smješten je u sjevernom dijelu Bosne i Hercegovine,  u regiji Bosanska Posavina, karakterističnoj po niskom brežuljkastom zemljištu bogatom manjim i većim vodotokovima. Prostire se na obalama jednog od pritoka Save, rijeke Ukrine, čije se pak slivno područje proteže između donjih tokova rijeka Vrbas i Bosna. Okružuju ga, skupa s pripadajućim ozemljem, planine Motajica, Vučjak i Krnjin (Prokop 265 m i 357 m).

### Klima
Područje Grada Derventa, kao i cijela regija Bosanska Posavina kojoj pripada, izloženo je umjerenoj kontinentalnoj klimi blagih karakteristika i to zbog planina na zapadu i jugu koje ga djelomično štite od kontinentalnih utjecaja. Zime su umjereno hladne, ljeta ne pretjerano vruća, a prosječna srpanjska temperatura kreće se od 20 do 22 °C. Jesen je toplija od proljeća u prosjeku za 1,8 °C. Siječanjski srednjak dostiže tek -2 °C, a srednja godišnja temperatura je 10,99 °C. Padaline su skladno raspoređene tijekom cijele godine te iznose oko 800 mm.
Snijeg najčešće pada u siječnju i veljači, a nema ga od lipnja do listopada. Na zemlji se u prosjeku zadržava trideset i devet dana. Dva dana obilježena su tučom (gradom). Najmanje naoblake je od travnja do kolovoza, a listopad je najmaglovitiji mjesec.
Jakost vjetrova koji pušu u Derventi nije velika i po Boforovoj skali iznosi prosječno 2,5 – 3,0. Vjetrovi pušu uglavnom iz sjevernog kvadranta (50 %). 
Vegetacijski period traje gotovo osam mjeseci, a za poljoprivredne kulture opasni su travanjsk -svibanjski i listopadski mrazevi.

## Stanovništvo

### Austrougarski popisi stanovništva
| Kotar    | 1879.  | 1885.  | 1895.  | 1910.  |
| -------- | ------ | ------ | ------ | ------ |
| Derventa | 39 385 | 43 970 | 53 136 | 65 784 |

### Popisi od 1971.
| Stanovništvo općine Derventa |                  |                  |                  |                  |
| godina popisa                | 2013.            | 1991.            | 1981.            | 1971.            |
| Srbi                         | 22.349 (81,55 %) | 22.938 (38,84 %) | 22.840 (40,06 %) | 23.124 (41,18 %) |
| Hrvati                       | 2573 (9,39 %)    | 21.952 (40,63 %) | 23.629 (41,44 %) | 25.228 (44,93 %) |
| Muslimani                    | 1895 (6,92 %)    | 7086 (12,54 %)   | 6034 (10,58 %)   | 6548 (11,66 %)   |
| Jugoslaveni                  |                  | 3348 (5,93 %)    | 3752 (6,58 %)    | 575 (1,02 %)     |
| ostali i nepoznato           | 587 (2,14 %)     | 1165 (2,06 %)    | 755 (1,32 %)     | 666 (1,18 %)     |
| ukupno                       | 27.404           | 56.489           | 57.010           | 56.141           |

#### Derventa (naseljeno mjesto), nacionalni sastav
| Derventa           |                |                |                |
| godina popisa      | 1991.          | 1981.          | 1971.          |
| Muslimani          | 5558 (31,31 %) | 4593 (31,99 %) | 5065 (42,83 %) |
| Srbi               | 4555 (25,66 %) | 2934 (20,43 %) | 2496 (21,10 %) |
| Hrvati             | 4317 (24,32 %) | 3727 (25,95 %) | 3439 (29,08 %) |
| Jugoslaveni        | 2623 (14,77 %) | 2799 (19,49 %) | 459 (3,88 %)   |
| ostali i nepoznato | 695 (3,91 %)   | 304 (2,11 %)   | 365 (3,08 %)   |
| ukupno             | 17.748         | 14.357         | 11.824         |

Po posljednjem službenom popisu stanovništva iz 1991. godine, općina Derventa imala je 56.489 stanovnika, raspoređenih u 57 naselja.

## Naseljena mjesta
Agići, Begluci, Bijelo Brdo, Bosanski Dubočac, Brezici, Bukovac, Bukovica Mala, Bukovica Velika, Bunar, Cerani, Crnča, Dažnica, Derventa, Donja Bišnja, Donja Lupljanica, Donji Detlak, Donji Višnjik, Drijen, Gornja Bišnja, Gornja Lupljanica, Gornji Božinci, Gornji Detlak, Gornji Višnjik, Gradac, Gradina, Kalenderovci Donji, Kalenderovci Gornji, Kostreš, Kovačevci, Kulina, Kuljenovci, Lug, Lužani, Lužani Bosanski, Lužani Novi, Mala Sočanica, Mišinci, Miškovci, Modran, Osinja, Osojci, Pjevalovac, Pojezna, Poljari, Polje, Rapćani, Stanići, Šušnjari, Tetima, Trstenci, Tunjestala, Velika, Velika Sočanica, Vrhovi, Zelenike, Žeravac i Živinice.

## Povijest
U petom stoljeću prije Krista prostore današnje sjeverne BiH, ujedno i šire derventsko područje, naseljavala su ilirskopanonska plemena (Oserijati,  Dicioni). Spomenuta plemena pokoravaju rimski legionari nakon čega počinje asimilacija zatečenog stanovništa te uključivanje cijelog prostora u rimsku provinciju Ilirik. 
Kao posjed potomaka bana Borića, derventski kraj je dio banovine Slavonije, a u sastav hrvatske banovine Bosne kratkotrajno ulazi u 14. stoljeću za vrijeme njenog maksimuma ppd Tvrtkom I. Nakon pada banovine u Bosni 1463. derventski teritorij, kao dio Hrvatske odolijeva još nekih sedamdesetak godina, preciznije do pada kastruma Dobor 1536. godine.
Osmanlije nakon osvajanja Dobora organiziraju doborsku nahiju, kojoj daju status vojne krajine i tako će biti sve do osnivanja sandžaka u Slavoniji. Između 1717. i 1737. je dio uskog pojasa u Bosanskoj Posavini pod habsburškom vlašću.    
Nakon odlaska Turaka s područja Bosne i Hercegovine, cijela Bosna i Hercegovina, pa tako i grad Derventa, postaju dio Austro-Ugarske monarhije. O Derventi se može govoriti kao o gradu Hrvata katolika i muslimana Bošnjaka, s pravoslavnim pukom u brdima zapadno od grada.
Grad je bio u sklopu Vrbaske i Banovine Hrvatske u Jugoslavenskoj kraljevini, a nakon toga, za vrijeme Drugoga svjetskog rata, u sastavu Nezavisne Države Hrvatske. Danas je dio RS, u sklopu BiH.

### Domovinski rat na derventskom području

#### 1992.
- 28. veljače – Pripadnici srpskih paravojnih postrojbi primijećeni na Babinom Brdu, važnoj strateškoj točki sjeverno od Dervente. Prije reakcije općinskih kriznih stožera i snaga Prve bojne 103. HVO brigade Derventa, tijekom noći, napustili narečeni lokalitet.
- 3. ožujka – Napad srpskih snaga na Bosanski Brod, odnosno Bosansku Posavinu. U Derventi angažirani svi raspoloživi ljudski i materijalni potencijali kako bi se zaštitilo općinsko područje.
- 25. ožujka – Branitelji blokirali komunikaciju prema Kostrešu, tj. zaustavili kolonu sastavljenu od tri transportera, dva kombija i jednog osobnog vozila, koja se kretala s nakanom zauzimanja brda na Kostrešu i odvlačenja pažnje od Bosanskog Broda.
- 30./31. ožujka – Trideseti ožujka uočena izviđačka skupina JNA u pokretu prema Babinom Brdu. Nakon zarobljavanja i pregovora izviđači pušteni. Idući dan, 31. ožujka, ponovno uočeno kretanje brojne skupine vojnih vozila prema Beglucima. Nakon dobivene zapovijedi, branitelji opkoljenu kolonu vozila pustili da se vrati u derventsku vojarnu.
- 1. – 3. travnja – Oružani okršaj na lokalitetima Gradca i Koraća.
- 15./16. travnja – U pet sati ujutro počeo opći napad srpskih snaga na cijelu crtu obrane. U borbama na strani branitelja sudjelovale snage 103. HVO brigade Derventa, Druge bojne 101. Bosansko-brodske brigade i bojovnici iz Johovca.
- 1./2. svibnja – Opći napad srpskih postrojbi počeo nasrtajem na najistaknutije točke obrane prema Kuljenovcima, a tijekom dana proširio se na cijelo područje te potrajao dva dana.
- 12. svibnja – Srpske postrojbe ulaze u Derventu i zauzimaju skoro pola grada. Specijalizirana postrojba branitelja stiže u pomoć gradskoj bojni i nakon združenog djelovanja napadači se vraćaju na drugu obalu Ukrine.
- 21. svibnja – Napad branitelja na derventsku vojarnu sa zapadne strane prekinut zbog nekoordiniranog djelovanja, odnosno slabo ustrojenog sustava veze.
- 23. svibnja – Borbe na potezu Markovac – Bosanski Dubočac.
- 3. lipnja – Oružani sukob kod Kuljenovaca
- 29./30. lipnja – Žestoki sukobi na južnom dijelu derventske bojišnice.
- 4. srpnja – Nakon borbi na zapadnom dijelu derventske bojišnice, branitelji u velikom broju napuštaju grad.
- 7. srpnja – Pad grada Derventa.
- 19. srpnja – Srpske postrojbe ušle u dio Begluka te zauzele strategijski bitne točke Babino brdo i Markovac. Utvrđena nova crta obrane koja se održala skoro mjesec dana.
- 6./7. studenoga – Pad Bosanskog Broda

Za vrijeme rata u Bosni i Hercegovini, mnogi Hrvati i Muslimani prisilno su iseljeni iz ove općine.

## Poznate osobe
- Abaz Arslanagić, rukometni trener i vratar
- Anto Galić – Gale, šargijaš i učitelj izvorne glazbe
- Ilija Begić, pjevač izvorne glazbe
- Marko Begić, pjevač izvorne glazbe
- Vedran Ćorluka, nogometaš i reprezentativac Hrvatske
- Arsen Oremović, novinar i filmski redatelj[nedostaje izvor]
- Mara Stjepanović, pjevačica izvorne glazbe (Mara i Lole)
- Jozefina Dautbegović Krajinović, pjesnikinja
- Mara Galić, pjesnikinja (Komarica)
- Anto Gardaš, književnik (Agići)
- Mile Kitić, folk pjevač
- Anton Maras, taekwondo natjecatelj
- Slobodan Nagradić,  filozof i sociolog
- Krunoslav Šarić, dramski umjetnik
- Mario Tokić, nogometaš
- Antonije Sunarić, hrvatski književnik
- Bahrija Kadić, hrv. dužnosnik, kulturni djelatnik
- Atif Hadžikadić, hrv. dužnosnik, prosvjetni djelatnik
- Muhamed Kulenović, hrvatski političar i pravnik
- Slobodan Ćustić, glumac
- Šukrija Alagić, hrv. arabist, kulturni radnik, teolog i leksikograf
- Zoran Rankić, srp. satiričar, dramski pisac, redatelj, aforističar i pjesnik
- Petar A. Ćosić, magistar medicinskih znanosti, hrvatski književnik

## Spomenici i znamenitosti
- Franjevački samostan na Plehanu ( uništen 1992.)
- Grčka groblja i spmenici u Pojezni i Crnči

## Kultura
Književni klub "VIHOR", koji je do srpskog zauzimanja grada, djelovao u Derventi, sada djeluje u Zagrebu, s ograncima u drugim državama svijeta.
Namjera književnog kluba "VIHOR" je vratiti sjedište u Derventu. Za sada, klub ima predznak – hrvatski.

## Šport
- FK Tekstilac Derventa
- Taekwondo klub "Derventa"

Održava se tradicionalni futsal turnir Derventa futsal. Turnir u odbojci na pijesku 'Derventa open'  održava se od 2000.

## Vanjske poveznice
- Cyber Derventa  Arhivirana inačica izvorne stranice od 5. rujna 2008. (Wayback Machine)
- Župa Derventa  Arhivirana inačica izvorne stranice od 7. kolovoza 2020. (Wayback Machine)
- Grad Derventa
- Derventa